# 黑邊深海康吉鰻
黑邊深海康吉鰻（学名：Bathycongrus retrotinctus），又名黑頂康吉鰻，为糯鰻科深海康吉鰻屬下的一个种。该物种于1901年由大衛·斯塔爾·喬丹和約翰·奧特貝恩·斯奈德共同描述，主要分布于西太平洋。

## 扩展阅读
- 維基物種上的相關：黑邊深海康吉鰻